# Tengo una casa (álbum)
Tengo una casa es el noveno álbum lanzado al mercado por la banda española de rock Los Enemigos.
El disco fue la banda sonora de la película homónima dirigida por Mónica Laguna. Fue lanzado al mercado en 1996 por la multinacional RCA y constaba de 19 temas, seis de los cuales ya formaban parte del anterior álbum de la formación y el resto eran composiciones instrumentales incluidas algunas versiones de canciones ya publicadas.
El título de la película viene de a su vez de una de las canciones que se incluían en el primer disco del grupo: Ferpectamente.

## Lista de canciones
1. Acústico 1
2. Paranoir
3. Jamona progresiva
4. Pink punk
5. Estás (cuando te vas)
6. Lalala (in the morning)
7. Talkin trash
8. Alegría
9. La espera (instrumental)
10. Slide
11. Real
12. Zipaio balad
13. Intriga baño
14. No me caigo bien (me caigo mal)
15. José Luis blues
16. Mississipi blues
17. Mejor
18. Solo 1
19. Camarerito